# 王臨元
王臨元（？—1674年），山東承宣布政使司東昌府聊城縣（今山東省聊城縣）人，清朝政治人物、同进士出身。

## 生平
顺治十八年（1661年），登进士。后官至江西浮梁縣知縣，反清武装破城，不屈自缢。赠按察司僉事。